# El Paradís perdut
El paradís perdut (en l'original anglès, Paradise Lost) és un poema èpic en vers lliure escrit el segle xvii per John Milton. És considerat un dels grans clàssics de la literatura anglesa.
És una epopeia sobre la caiguda de l'ésser humà d'acord amb la tradició judeocristiana, relatant la temptació de Satanàs a Adam i Eva i la posterior expulsió del Jardí de l'Edèn. El protagonista principal n'és Satanàs, presentat com un personatge orgullós i ambiciós que, després de desafiar Déu i ser derrotat i exiliat a l'infern, decideix venjar-se del Totpoderós mitjançant els éssers humans que acaba de crear.
El poema, escrit en vers blanc, va ser publicat per primer cop el 1667, dividit en deu llibres que sobrepassaven els 10.000 versos en total. El 1674, l'autor en preparà una nova edició, en la qual reestructurava el poema en dotze llibres emulant l'Eneida de Virgili i introduïa petites revisions al text.

## Argument
L'obra inclou dos arcs argumentals: la rebel·lió de Satanàs i l'expulsió d'Adam i Eva del Paradís.
La història de Llucifer relata com, després d'haver estat derrotats i expulsats a l'infern, tots els àngels caiguts es reuneixen al Pandemònium. Allí, els dimonis debaten sobre el camí a seguir, i Llucifer s'erigeix en líder i es presenta com a voluntari per pervertir la creació que Déu acaba de fer.
El segon arc descriu la vida d'Adam i Eva abans del pecat original, com Llucifer aconsegueix enganyar Eva amb adulacions i com Adam menja també de la fruita prohibida. L'arcàngel Miquel s'encarrega d'expulsar Adam i Eva de l'Edèn. Adam s'adona del seu error, i l'àngel li ofereix visions del futur perquè pugui veure els errors de l'ésser humà i el diluvi universal. Adam es penedeix del mal que ha alliberat introduint el pecat al món, però al final també troba l'esperança i la possibilitat de redempció amb una visió de Jesucrist.

## Estructura
El poema es divideix en dotze llibres, com l'Eneida de Virgili. Cada llibre va precedit per un breu sumari titulat "l'Argument", en què l'autor descriu en prosa els temes que tractarà durant el llibre.
L'epopeia segueix la tradició dels grans poemes èpics com la Ilíada o l'Eneida, de començar in medias res (al mig de l'acció), amb Satanàs i la resta d'àngels caiguts que ja han estat expulsats del Paradís i comencen a parlar entre ells.
| Llibre      | Sinopsi | Versos         |
| ----------- | --- | -------------- |
| Llibre I    | L'epopeia comença amb una presentació en què el poeta invoca la musa celestial; presenta el tema que tractarà i descriu les seves intencions. L'acció s'inicia amb tots els dimonis immersos en un llac de foc, des d'on s'alça Satanàs i pronuncia un monòleg erigint-se com a líder de tots ells. L'apassionat discurs inclou una de les cites més conegudes de l'obra: "val més regnar dins l'infern que no servir al cel" ("Better to reign in hell, than serve in heav'n", és preferible a servir al cel, regnar dins aquest antre -- en la traducció de Josep Maria Boix i Selva, Ed. Alpha, 1953, pàg. 25). | 1 a 657        |
| Llibre II   | Satanàs continua el seu monòleg en què discuteix sobre la necessitat de reprendre la guerra contra el cel. Alguns dels diables s'hi mostren a favor, i d'altres s'hi oposen. Al final, es decideix de venjar-se en el nou món que s'acaba de crear, i Satanàs es presenta voluntari per aventurar-s'hi i pervertir-lo. El consell dels dimonis s'acaba i Satanàs travessa les portes de l'infern i els seus sentinelles: el Pecat i la Mort. | 658 a 1.712    |
| Llibre III  | Déu observa com Satanàs es dirigeix cap al món que acaba de crear i pronostica que aconseguirà fer caure l'ésser humà, però assevera que no és responsabilitat seva, ja que va crear l'ésser humà amb lliure voluntat i amb prou força per resistir-se a la temptació. El Fill de Déu, assegut a la seva dreta, s'ofereix ell mateix per fer perdonar l'ofensa de l'ésser humà. Déu accepta l'oferiment, i decreta la futura encarnació i sacrifici del seu fill. Mentrestant, Satanàs es disfressa com un àngel corrent i enganya l'arcàngel Uriel demanant-li que li ensenyi la ubicació de la creació.          | 1.713 a 2.454  |
| Llibre IV   | Observant Adam i Eva al Jardí de l'Edèn, i veient el seu estat de felicitat i la bellesa del seu món, Satanàs té dubtes sobre la seva tasca, però acaba decidint que ha de complir el seu deure. Escoltant com parlen de la fruita de l'Arbre del Coneixement que els ha estat prohibida, Satanàs decideix de temptar Eva mentre dorm, però és descobert pels àngels i marxa del Paradís fugint de l'arcàngel Gabriel. | 2.455 a 3.466  |
| Llibre V    | Eva es desperta i explica a Adam el seu somni. Per ajudar els humans, Déu envia l'arcàngel Rafael per donar-los suport. Rafael parla amb Adam de la lliure voluntat i la predestinació, i li explica la història de com Satanàs va convèncer alguns àngels per revoltar-se contra Déu. | 3.467 a 4.373  |
| Llibre VI   | Rafael continua el relat de la guerra dels revoltats contra els àngels liderats per Miquel i Gabriel. El tercer dia de guerra, el fill de Déu s'afegeix a la batalla i l'exèrcit celestial expulsa els seus enemics a les profunditats de l'infern. | 4.374 a 5.285  |
| Llibre VII  | Rafael continua explicant com després de l'expulsió dels diables, Déu va decidir crear un nou món i criatures que hi visquessin. Durant sis dies, va enviar el seu fill i els àngels a dur a terme la creació. | 5.286 a 5.925  |
| Llibre VIII | Adam pregunta a Rafael sobre el moviment dels astres i els ordes celestials, però l'àngel no es preocupa de coses massa elevades per a ell i se centra en coses més mundanes. Aleshores, Adam li relata els seus records des que fou creat, i de com es trobà Eva i s'hi casà. Rafael s'acomiada. | 5.926 a 6.578  |
| Llibre IX   | Satanàs arriba a l'Edèn i entra dins del cos d'una serp adormida. En la forma de serp, tempta Eva a menjar fruita de l'Arbre del Coneixement. Eva en menja i en porta a Adam, que tot i que s'adona que ha estat enganyada, s'estima més menjar la fruita i córrer el mateix destí que Eva que no pas perdre el seu amor. En prendre la fruita, tots dos perden la innocència: es tornen luxuriosos, s'avergonyeixen de la seva nuesa i s'acusen mútuament. | 6.579 a 7.768  |
| Llibre X    | Déu envia el seu fill a l'Edèn per jutjar Adam i Eva, i Satanàs torna a l'infern victoriós. | 7.769 a 8.872  |
| Llibre XI   | El fill de Déu demana clemència per a Adam i Eva al seu pare. Déu els sentencia a ser expulsats de l'Edén, i envia l'arcàngel Miquel a executar la sentència. Miquel comença a explicar a Adam la història del futur dels seus descendents. | 8.873 a 9.773  |
| Llibre XII  | L'arcàngel explica a Adam l'arribada del Messies, abans de fer-los fora a ell i Eva del jardí. El poema finalitza amb la pèrdua del paradís terrenal. | 9.774 a 10.422 |

## Temes
Dins l'obra, s'aborden els temes principals de la teologia, com el paper de l'ésser humà respecte a Déu, la relació entre sexes, la llibertat en l'ésser humà, la idolatria o la recerca de la felicitat. Un dels canvis fonamentals de l'obra és que presenta una visió lleugerament diferent dels personatges de la Bíblia, fent-los més humans, ja que, encara que el narrador jutja els fets, sempre intenta explicar per què s'esdevenen des del punt de vista de la motivació de cada personatge.
Així, Satanàs apareix com un personatge tràgic, que encarna el mal, però que respon als seus desitjos: són l'orgull i les ànsies d'independència el que el porten a la revolta, més que un desig de fer mal intrínsec (com proven els seus dubtes abans de començar la temptació d'Eva). Destaca pel carisma, en la línia que va créixer des del barroc fins al romanticisme, de presentar el dimoni com a atractiu (l'ésser humà peca perquè troba plaer o incentiu a fer-ho). Adam es debat entre l'amor i el deure, es presenta com el prototip d'intel·lectual, però subjugat pels encants de la dona (menys dotada). Eva apareix com a narcisista, ocupada de la seva pròpia bellesa, que serà l'espurna de tots els problemes. La història d'amor entre tots dos ocupa bona part de la darrera part del llibre, presentats com el matrimoni ideal.

## Llegat i importància en la cultura popular
Milton és un dels grans poetes en llengua anglesa i la seva obra ha esdevingut una icona per a la literatura popular. El fet de presentar el dimoni com un personatge digne de pietat i capaç de despertar empatia va ser l'inici d'altres sagues amb criatures turmentades, especialment durant el romanticisme, com els vampirs o Frankenstein, sempre monstres que causen el mal, però amb una història interior que els justifica. Són els precedents dels "dolents atractius" dels segles XIX I XX, presents tant en la literatura com en el cinema, la fama dels quals encara s'estén fins a l'actualitat.

## Traducció catalana i obres derivades
Josep Maria Boix i Selva, traductor. El paradís perdut, 1950, primera edició (bibliòfil); 1953, segona edició; 2014, tercera edició (bilingüe i definitiva, Adesiara, col·lecció D'ací i d'allà, 35 ISBN 9788492405725).
Ha inspirat directament les obres següents:
- His dark materials (La matèria fosca), de Philip Pullman.
- Una òpera homònima de Krzysztof Penderecki.
- El nom del grup Paradise Lost.
- Versió en gravats de Gustave Doré.
- Il·lustracions de William Blake.
- La Creació de Joseph Haydn.